# 장경화석공주
장경화석공주(莊敬和硕公主, 1781년 12월 17일 ~ 1811년 3월 12일)는 중국 청나라 제7대 황제 가경제(嘉慶帝)의 서녀(庶女)이며, 제8대 황제 도광제(道光帝)의 이복 누나이다.

## 생애
할아버지 건륭제(乾隆帝)의 치세 때인 1781년 12월 17일에 당시 황자(皇子) 신분이었던 아버지 가경제(嘉慶帝)와 그의 측실(側室)인 화유황귀비(和裕皇贵妃) 사이에서 출생하였다. 1796년에 아버지 가경제가 건륭제의 선위(禪位)를 받음으로써 보위에 올랐으며, 그녀는 할아버지 건륭제의 생전인 1798년에 2년 연하의 귀족 자제 박이제길특 색특납목다포제(博爾濟吉特 索特納木多布濟)와 결혼하였다.
1811년 3월 12일에 천연두 발병으로 인하여 향년 30세로 훙서(薨逝)하였으며, 남편과의 사이에서 자녀는 없었다. 사후 7년이 지난 1818년 그녀의 7촌 시조카 보르지기트 셍게린첸(博爾濟吉特 僧格林沁)이 당시 7세의 나이에 가경제로부터 명첩(命牒) 하달을 받고 공주 부부에게 양자 입후(養子 入後)되었다.